# Franciszek Karpiński
Franciszek Karpiński (Holoszkó, (Galícia), 1741. október 4. – 1825. szeptember 4.) lengyel költő.

## Élete
A lembergi jezsuita-iskolában nevelődött, később egy ideig Bécsben tartózkodott, majd azon iparkodott, hogy a varsói udvarnál megfelelő álláshoz jusson. Nyílt, egyenes természeténél fogva sehol sem volt maradása és végül a vidékre vonult vissza, ahol haláláig maradt, a falusi nép társaságában. Karpiński azok közül a lengyel költők közül való, akik a nemzeti irány képviselői voltak oly időben, amikor a lengyel irodalomban, mint politikai életében is ziláltság, bizonytalanság, bomlás mutatkozott. Az ő zengzetes, népies dalaiban igaz nemzeti hang szólalt meg a kozmopolitizmus közepette. A lengyel nép mai napig énekli dalait, melyekben a karakterisztikus lengyel tulajdonságok: mély, melankólikus érzés és vallásos jámborság jutnak kifejezésre. Főként elégiái híresek. Igen népszerű Ludgarden panasza című költeménye. Írt idilleket, egy Sudyta című tragédiát és lefordította a zsoltárokat. Munkái megjelentek Varsóban, 1804-ben négy kötetben, újabb kiadása Krakkóban, 1862-ben. Önéletrajza megjelent Lembergben, 1849-ben, második kiadásban.